# Glen Moore

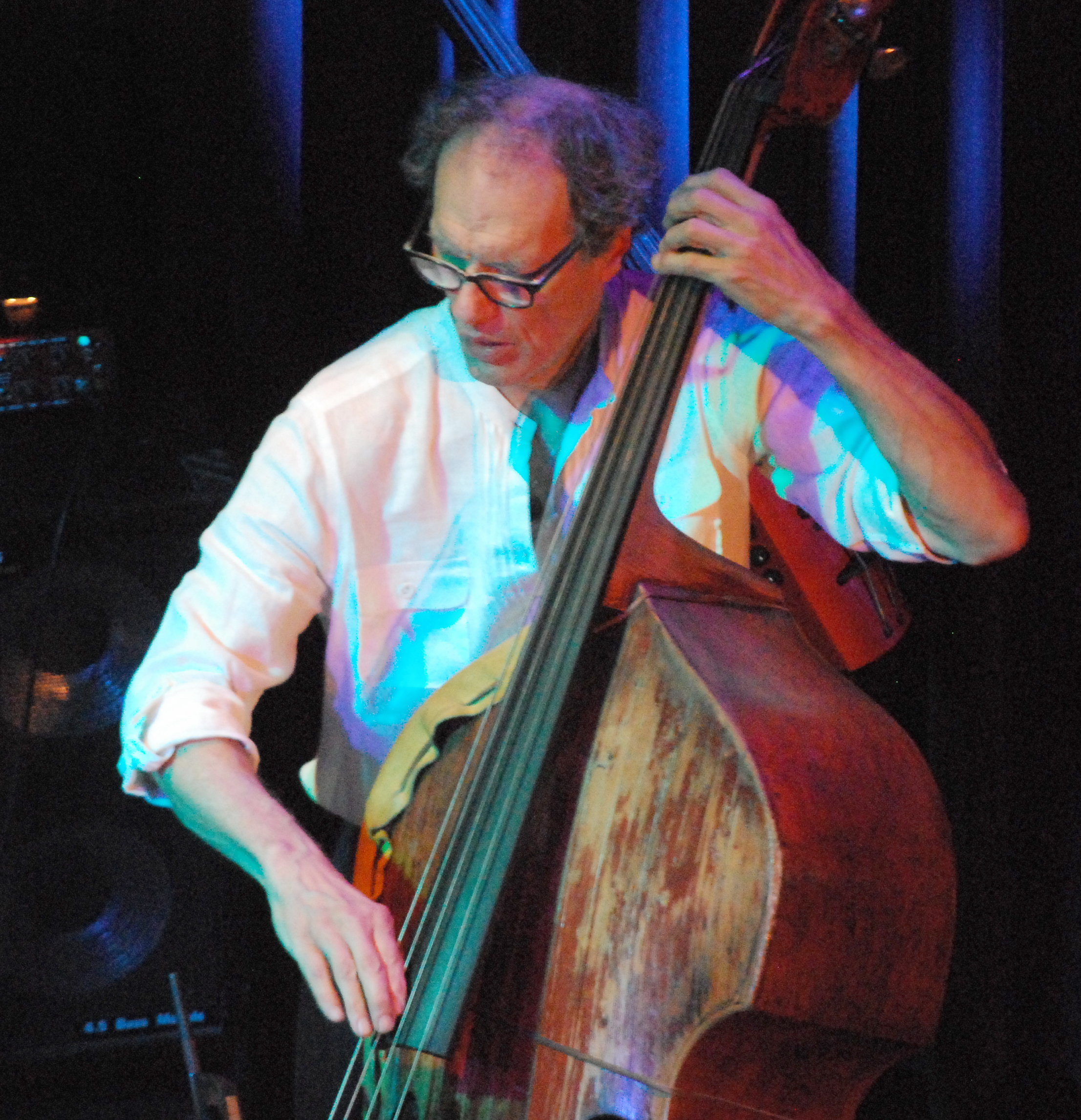
Glen Moore bei einem Konzert mit Oregon, Treibhaus Innsbruck 2010

 Glen Moore (* 28. Oktober 1941 in Portland, Oregon) ist ein US-amerikanischer Jazzmusiker (Kontrabass, Piano).

## Leben und Wirken
Nach klassischem Klavierunterricht spielte Moore Kontrabass im Schulorchester und brachte sich selbst Grundlagen des Jazz und der freien Improvisation bei. Erste öffentliche Auftritte hatte er bei den Young Oregonians in Portland, wo er mit dem Saxophonisten Jim Pepper spielte. An der University of Oregon studierte er Geschichte und Literatur (B.A.) sowie Cello. Unter seinen Basslehrern sind Ludwig Streicher (Wien) und François Rabbath (Hawaii) besonders zu erwähnen. 
Moore ist Gründungsmitglied der Gruppe Oregon, mit der er mehr als 30 Jahre lang auftrat; regelmäßig war er aber auch mit dem Pianisten Larry Karush, der Sängerin Nancy King sowie – insbesondere in den 1990ern – mit Rabih Abou-Khalil auf Tournee und hat mit ihnen aufgenommen. Außerdem arbeitete er mit Annette Peacock, Paul Bley, Bill Evans, Zoot Sims, Bennie Wallace, Charlie Mariano, Michael Brecker, Jeremy Steig, Zbigniew Seifert, Gary Burton und Barry Altschul sowie Bassisten wie Detmar Kurig, Anthony Cox, Charlie Haden, Gary Peacock, Dave Holland, Steve Swallow, David Friesen und Barre Phillips zusammen. Im Frühjahr 2015 trennte er sich von Oregon, um mehr Zeit für seine eigene Musik und seine Familie zu haben.

## Auswahldiskographie
- Bass Is (1970) — mit Peter Warren, Dave Holland, Jamie Faunt
- Revenge: Bley - Peacock Synthesizer Show (1970)
- Introducing Glen Moore (1978) — mit David Darling, Zbigniew Seifert, Jan Hammer
- Mokave Vol. 1 (1991) — mit Larry Karush und Glen Velez
- Returning (1995) — mit David Friesen
- Dragonetti's Dream (1996; solo)
- Nude Bass Ascending (1999) — with Carla Bley, Steve Swallow, Rabih Abou-Khalil, Arto Tunçboyacıyan
- Birdfingers (2002) — mit Larry Coryell
- David Friesen & Glen Moore: Bactrian (Origin Records, 2015)